# Iskra

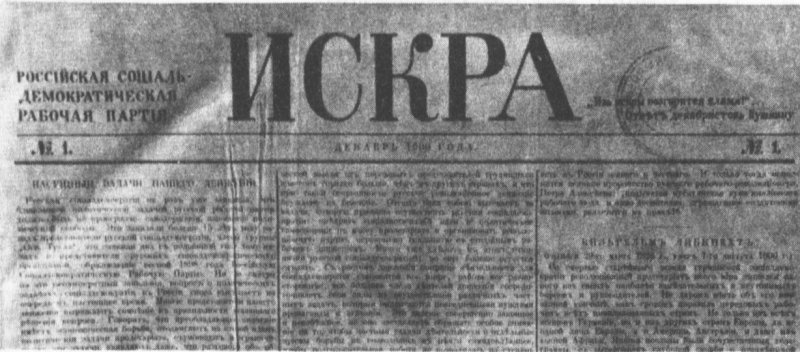
Primul număr al ziarului, publicat în 1900

Iskra (Scânteia) a fost un ziar al emigranților ruși  din Londra începând cu anul 1903.
Motto-ul ziarului a fost "Из искры возгорится пламя" (Din scânteie se va aprinde focul) — un vers dintr-o poezie a lui Pușkin adresată Decembriștilor antițariști întemnițați în Siberia.
O parte a conducerii ziarului a fost implicată mai târziu în revoluția bolșevică din octombrie 1917.
Membrii conducerii:
- Vladimir Ilici Lenin;
- Gheorghi Valentinovici Plehanov;
- Vera Ivanovna Zasulici;
- Pavel Borisovici Axelrod;
- Iulius Martov (Ilia Cederbaum);
- Alexandr Nicolaevici Potresov, Aleksandr Nikolayevich;

iar mai târziu:
- Lev Troțki